# Redunca arundinum
Redunca arundinum — це денна антилопа, яка зазвичай зустрічається на півдні Африки. Вперше він був описаний Пітером Боддертом, голландським лікарем і натуралістом, у 1785 році. Його відносять до роду Redunca і родини Bovidae. Ця антилопа має середню масу 58 кг і довжину тіла приблизно 134–167 см.

## Опис
Висота в плечах 80–90 см. Самиці важать 48 кг, а самці важать 68 кг. Він має характерні темні лінії, що проходять по передній частині кожної з його передніх і нижніх задніх лап, а також білуваті кільця навколо очей. Тривалість життя 10 років. Шерсть шовковиста. Колір його шерсті коливається від світло- до сірувато-коричневого, і може бути світлішим на шиї та грудях. Біля основи кожного вуха можна помітити невелику чорну голу залозисту пляму. Біле хутро покриває нижню частину тіла, а також області біля губ і підборіддя. Хвіст білий знизу, здається коротким і густим. У самиць відсутні роги. Самці мають загнуті вперед роги, приблизно 35–45 см завдовжки.

## Спосіб життя
Вони ведуть переважно нічний спосіб життя, за винятком сухого сезону, коли їх також можна побачити, коли вони пасуться вдень. Redunca arundinum напівстадні. Під час вологого сезону, коли їжі та води достатньо, їх можна зустріти парами, невеликими сімейними групами (самці, самки та молоді) або поодинці. У зимові місяці, коли не вистачає їжі та води, дуже рідко можна зустріти одинака. Середня тривалість життя становить від 10 до 12 років. Відомо, що вони живуть у неволі 18 років.

## Трофічні зв'язки
Переважно харчується травами; їсть також очерет. Ніколи не заходить у воду, але населяє місця з джерелами води. Йому потрібно пити воду кожні кілька днів або кілька разів на день протягом сухого сезону. Вони займають особливу екологічну нішу, споживаючи трави, які не нижчі за них. Основними хижаками є гепарди та леопарди. У сухий сезон вони також є джерелом здобичі для диких собак і левів. На молодь полюють пітони та інші дрібні м'ясоїдні тварини. Redunca arundinum залишаються абсолютно нерухомими, ховаючись у високій траві, використовуючи своє маскувальне забарвлення. Вони залишаються, доки загроза не досягне приблизно десяти метрів, а потім стрибають угору, виблискуючи своїм білим ватним хвостом, поки вони летять.